# حتا (الخليل)
حتا هي قرية فلسطينية تقع في محافظة الخليل جنوب الضفة الغربية. بلغ عدد سكانها في عام 2017 نحو 1,155 نسمة وفق جهاز الإحصاء المركزي الفلسطيني. وقعت القرية تحت الاحتلال الإسرائيلي بعد حرب 1967.

## التسمية
سُميت القرية بهذا الاسم نسبةً إلى قرية حتا في فلسطين المحتلة عام 1948 والتي كانت تتبع قضاء غزة، حيث يعود أصل السكان إليها.

## الجغرافيا
تُعد كرزا إحدى قرى محافظة الخليل. تقع القرية إلى الشمال الغربي من مدينة الخليل على بُعد 13 كم هوائية، ويحدها من الشرق بلدة نوبا، ومن الشمال بلدة خاراس، ومن الغرب الخط الأخضر، ومن الجنوب بلدة بيت أولا. تقع القرية على ارتفاع 405 مترًا فوق سطح البحر.

## السكان
| السنة      | التعداد الفلسطيني (1997) | التعداد الفلسطيني (2007) | التعداد الفلسطيني (2017) |
| ---------- | ------------------------ | ------------------------ | ------------------------ |
| عدد السكان | 518                      | 878                      | 1,155                    |